# Association olympique du Bangladesh
L'Association olympique du Bangladesh (en bengali, বাংলাদেশ অলিম্পিক সংস্থা, code CIO, BAN) est le comité national olympique du Bangladesh.

## Histoire
Le comité est fondé en 1979 et reconnu par le Comité international olympique en février 1980 lors de la 92e session du CIO à Lake Placid.
Le Bangladesh participe à ses premiers Jeux olympiques lors des Jeux olympiques d'été de 1984 à Los Angeles.